# Det liknar ingenting
Det liknar ingenting är en novellsamling från 1997 av den svenske författaren Einar Askestad. Den består av 15 korta noveller, kännetecknade av vardagsmiljöer som förlorar sin trygghet. Boken var författarens debut och gavs ut av Lyth & Co. MBM förlag gav ut en pocketupplaga år 2000.

## Noveller i samlingen
- "Utan och innan"
- "Fröken Ur"
- "Mottagning"
- "Pratet om nätterna"
- "Rent spel"
- "Få saker ur världen"
- "Ett två tre"
- "Det liknar ingenting"
- "Ett steg före"
- "Förhinder"
- "Ingenting är roligare"
- "Ett nytt liv"
- "Någonting om hösten"
- "Grinden"
- "Tankens vidd"

## Mottagande
Kjell Häglund skrev i Café: "Det är inte bara den bästa inledande meningen i en svensk bok på åratal, det är den bästa svenska debutboken på minst lika länge".